# Муратово (Кемеровская область)
Мура́тово — посёлок в Новокузнецком районе Кемеровской области. Входит в состав Центрального сельского поселения.

## География
Центральная часть населённого пункта расположена на высоте 219 м над уровнем моря.

## Население
| 2010 |
| ---- |
| 69   |

По данным Всероссийской переписи населения 2010 года, в посёлке Муратово проживало 69 человек (33 мужчины, 36 женщин).